# 藤原岳雄
藤原 岳雄（ふじわら の おかお）は、平安時代初期の貴族。藤原南家巨勢麻呂流、春宮亮・藤原三成の子。官位は従五位下・左少弁。

## 経歴
承和8年（841年）従五位下に叙爵し、のち左衛門権佐に任ぜられる。
承和9年（842年）に発生した承和の変では、右馬助・佐伯宮成らと共に近衛兵を率いて、大納言・藤原愛発、中納言・藤原吉野、参議・文室秋津を呼び出して拘束し幽閉する役目を果たしている。
承和10年（843年）には従者から謀反を企んでいると告発されて左衛門府に拘禁されていた文室宮田麻呂の尋問を担当し、宮田麻呂は伊豆国への流罪となった。
その後、左少弁を兼ねる。承和12年（845年）に法隆寺の僧侶・善愷による同寺壇越の少納言・登美直名に対する告訴を他の弁官と共に審理し、直名を遠流とする。この訴訟の手続きを巡って、翌承和13年（846年）になってから審理に参加しなかった右少弁・伴善男が審理を行った5名の弁官を弾劾する。結局この弾劾は認められ、岳雄は他の弁官と共に私罪にあたるとして解官の上で贖銅10斤を課された（善愷訴訟事件）。さらに承和14年（847年）には弾劾された4人の元弁官と共に位記を破毀されている。
翌嘉祥元年12月（849年1月）には事件で位記を破毀された元弁官が本位より一階降格した上で再叙されているが、『続日本後紀』に岳雄に関する記述はなく、また『尊卑分脈』でもこの事件で官位を剥奪されて間もなく卒したとの記述があり、これまでには没していたと考えられる。

## 官歴
『続日本後紀』による。
- 時期不詳：正六位上
- 承和8年（841年）11月20日：従五位下
- 承和9年（842年）以前：左衛門権佐
- 承和10年（843年）以前：左衛門佐
- 承和12年（845年）以前：兼左少弁
- 承和13年（846年）11月14日：贖銅10斤
- 承和14年（847年）5月27日：位記を破毀

## 系譜
『尊卑分脈』による。
- 父：藤原三成
- 母：藤原真夏の娘
- 妻：従五位下伊予娘（姓不詳）
  - 男子：藤原千乗
  - 男子：藤原助猷
- 妻：秦広当の娘
  - 男子：藤原正範
- 生母不詳の子女
  - 男子：藤原江典
  - 男子：藤原統則
  - 男子：藤原彜倫
  - 男子：藤原忠憲
  - 男子：藤原利法
  - 男子：藤原有式